# Mối tình mùa nước lũ
Nam Kuen Hai Reab Ruk (tên tiếng Thái: น้ำขึ้นให้รีบรัก, tiếng Việt: Mối tình mùa nước lũ) là bộ phim truyền hình Thái Lan phát sóng vào năm 2012. Phim với sự tham gia của Nawat Kulrattanarak và Wannarot Sonthichai.

## Nội dung
Trận lũ lụt ở Băng Cốc năm 2011 gây ra rất nhiều thiệt hại cho người dân thành phố. Trong đó có Korr (Pong) – một anh chàng đẹp trai, đào hoa và rất tự cao, chủ của một quán rượu nổi tiếng cũng trở thành nạn nhân. Anh vừa phải trốn nạn vừa phải trốn nợ, cuối cùng đành quyết định chạy về Rayong cầu cứu ba mình.
Về đến nhà, Kor rất ngạc nhiên khi không thấy ba anh đâu, nhưng gặp được Wun (Vill) - một cô gái rất thẳng tính nhưng bản tính rất hiền lành và tốt bụng. Wun là một y tá, luôn ở bên cạnh và chăm sóc cho ông Kla (ba của Kor). Cô nói với Kor rằng ông Kla mất tích kể từ sau khi nghe cuộc điện thoại của Kor nên việc ông Kla mất tích là do Kor gây ra. Kor thực sự không tin vì trong khoảng thời gian qua, ông Kla luôn dựng chuyện để buộc Kor trở về thăm nhà.
Sau đó, Kor quyết định lén mở két sắt của ông Kla để lấy tiền trả nợ, nhưng thứ mà Kor tìm thấy là tờ di chúc giao toàn bộ tài sản lại cho Wun, nếu Kor muốn có được số tài sản đó thì phải kết hôn với Wun. Điều này khiến cho Kor càng nghĩ đây là kế hoạch của ba anh. Nhưng trong khoảng thời gian được ở bên cạnh, gần gũi Wun, Kor dần có tình cảm với Wun. Về phía Wun, cô cũng đem lòng cảm mến Kor nhưng Wun cảm thấy vô cùng hụt hẫng khi biết được Kor đã có bạn gái-đó là Bebi(Pei Panward).
Bebi là một người khá tham vọng. Cô ta lấy Kor chỉ vì muốn lấy tài sản của ông Kla. Một lần ông Kla phát hiện ra vì sao Bebi yêu Kor nên ông đã nói với Bebi rằng ông sẽ nói cho Kor, nhưng Bebi cầu xin mãi không được nên cô ta đã đấy ông Kla. Wun phát hiện ra người đã giết ông Kla là Bebi, nên Wun định nói cho mọi người biết. Chưa kịp nói thì cô đã bị Bebi giết để bịt miệng. Nhưng việc làm của cô không thể qua mắt được mọi người...
Cuối cùng, Kor và Wun có thực hiện theo di chúc của ông Kla không? Những câu chuyện tình yêu sẽ kết thúc như thế nào sau trận lụt?

## Diễn viên
- Nawat Kulrattanarak trong vai Kor
- Wannarot Sonthichai trong vai Wun
- Panward Hemanee trong vai Bebi
- Navin Yavapolkul trong vai Dan
- Navakotcharmon Chunkrongtam trong vai Dok
- Nat Thephussadin Na Ayutthaya trong vai Yuan
- Pitchaya Chaowalit trong vai Preaw
- Joopjeep Chernyim trong vai Tok
- Pisarn Akarasenee trong vai Lungkla (bố Kor)
- Sineenart Pothives trong vai Xama
- Yuthana Puengklarng (khách mời)
- Sirin Kohkiat trong vai Bonat

## Ca khúc nhạc phim
- ตรงนี้มีฉันอยู่ฉันสัญญา / Dtrong Nee Mee Chun Yoo Chun Sunyah - Yuthana Puengklarng